# Lepidochrysops moyo
Lepidochrysops moyo är en fjärilsart som beskrevs av Van Someren 1957. Lepidochrysops moyo ingår i släktet Lepidochrysops och familjen juvelvingar. Inga underarter finns listade i Catalogue of Life.